# Tropisternus obscurus
Tropisternus obscurus är en skalbaggsart som beskrevs av Sharp 1882. Tropisternus obscurus ingår i släktet Tropisternus och familjen palpbaggar. Inga underarter finns listade i Catalogue of Life.